# Gossip Girl: Thailand
Pour les articles homonymes, voir Gossip Girl.
Gossip Girl: Thailand est une série télévisée thaïlandaise développée par Chookiat Sakveerakul (Chukiat Sakveerakul) et diffusée entre le 16 juillet 2015 et le 19 novembre 2015 sur Channel 3.
Il s'agit d'une adaptation de la série télévisée américaine Gossip Girl, elle-même adaptée de la série littéraire du même titre de la romancière américaine Cecily von Ziegesar.
Elle est inédite dans tous les pays francophones.

## Synopsis
La série suit le quotidien de jeunes privilégiés de Bangkok, tous accros au blog de « Gossip Girl » une mystérieuse blogueuse qui dévoile tous les derniers potins et rumeurs sur leur communauté très fermée.
La série débute par l'arrivée de Serena Wijitranukul, qui fait son retour en ville après avoir disparu sans donner de nouvelles. Elle retrouve ainsi sa meilleure amie, Beatriz Waranon, qui comme tout le monde, est très étonnée de revoir Sofía.
Parallèlement, Serena va attirer l'attention de Dan Chanaseri, un jeune homme issu d'un milieu moins luxueux.

## Distribution

### Acteurs principaux
- Sabina Meisinger : Serena Wijitranukul (basée sur Serena van der Woodsen)
- Carissa Springett : Beatriz « Blair » Waranon (basée sur Blair Waldorf)
- Victor Jarusak Weerakul : Dan Chanaseri (basé sur Dan Humphrey)
- Chanon Ukkharachata : Jak Benjakij (basé sur Chuck Bass)
- Patrick Chanon Makaramani : Nate Achirawat (basé sur Nate Archibald)
- Nutcha Jeka : Jenny Chanaseri (basée sur Jenny Humphrey)
- Penny Lane : Sa (basée sur Vanessa Abrams)
- Pete Puntakarn Thongjure : Jo Chanaseri (basé sur Rufus Humphrey)
- Cindy Burbridge : Lily Wijitranukul (basée sur Lily van der Woodsen)

Opal Panisara prête sa voix à « Gossip Girl » et est présente dans l'intégralité des épisodes en tant que narratrice.

### Acteurs récurrents
- Phan Pagniez : Eric Wijitranukul (basé sur Eric van der Woodsen)
- Ampha Phoosit : Araya Waranon (basée sur Eleanor Waldorf)
- Byron Bishop : Songpol Achirawat « The Captain » (basé sur Howard Archibald)
- Angsana Buranon : Phloi Achirawat (basée sur Anne Archibald-Vanderbilt)
- Toon Hiranyasap (en) : Burn Benjakij (basé sur Bart Bass)
- Kejmanee Pichaironnarongsongkhram : Ann Chanaseri (basée sur Allison Humphrey)
- Sirinuch Petchurai : Phim (basée sur Dorota Kishlovsky)
- Cherlyn Wagstaffe : Kate
- Ratchaneeboon Pheinwikraisophon : Bell
- Malinee Adelaide Coates : Geegee Cholticha (basée sur Georgina Sparks)
- Suchao Pongwilai : Rattapoom Waranon (basé sur Harold Waldorf)

## Production
En 2014, Warner Bros. Television annonce que sa branche internationale va produire une adaptation thaïlandaise de la série Gossip Girl. Le tournage début en mars 2015 au Swissôtel Nai Lert Park Hotel de Bangkok et se termine en octobre de la même année.